# Vigo Village
Vigo Village (även enbart: Vigo, engelskt uttal: [ˈvaɪɡoʊ]) är en ort och civil parish i grevskapet Kent i sydöstra England. Orten ligger i distriktet Gravesham, cirka 13 kilometer nordväst om Maidstone och cirka 12,5 kilometer söder om Gravesend. Tätorten (built-up area) hade 2 005 invånare vid folkräkningen år 2021.